# Agatea
Agatea – rodzaj roślin z rodziny fiołkowatych (Violaceae). W zależności od ujęcia – opisywany jest jako takson monotypowy obejmujący tylko jeden zmienny gatunek Agatea violaris A.Gray występujący w obszarze zachodniego Pacyfiku lub rodzaj obejmujący 8 gatunków. 

## Systematyka
Pozycja systematyczna według APweb (aktualizowany system APG III z 2009)
Jeden z rodzajów roślin z rodziny fiołkowatych (Violaceae).
Wykaz gatunków
- Agatea lecointei Munzinger
- Agatea longipedicellata (Baker f.) Guillaumin & Thorne
- Agatea macrobotrys K.Schum. & Lauterb.
- Agatea pancheri (Brongn.) K.Schum. ex Melch.
- Agatea rufotomentosa (Baker f.) Munzinger
- Agatea schlechteri Melch.
- Agatea veillonii Munzinger
- Agatea violaris A.Gray